# Volby do zastupitelstva města Kamenice nad Lipou 2014
Volby do zastupitelstva města Kamenice nad Lipou se konaly mezi 10. a 11. říjnem 2014. K volebním urnám přišlo 1439 voličů z 3188 zapsaných. Bylo voleno 15 zastupitelů.
Vítězem voleb se stalo hnutí SNK–CELK se ziskem 31,05 % hlasů, následovala Česká strana sociálně demokratická s výsledkem 27,01 %. Jako třetí se umístila Komunistická strana Čech a Moravy s výsledkem 14,98 %. SNK–Vyšší princip se umístila čtvrtá a získala 14,82 % odevzdaných hlasů. Poslední stranou, která získala mandáty v zastupitelstvu, byla ODS se ziskem 11,14 %. Voleb se účastnila také nezávislá kandidátka M. Najfusová, která získala pouhých 187 hlasů (0,98 %) a nebyla zvolena.
Na ustanovující schůzi zastupitelstva byl po čtvrté zvolen starostou Ivan Pfaur (SNK–CELK) a následně místostarostou Jaromír Pařík (ČSSD).

## Výsledky
| Strana                             | Hlasy | %     | Mandáty | +/– |
| ---------------------------------- | ----- | ----- | ------- | --- |
| SNK Kamenice – Vaše volba          | 5907  | 31,05 | 5/15    | ▬   |
| Česká strana sociálně demokratická | 5140  | 27,02 | 4/15    | 1▼  |
| Komunistická strana Čech a Moravy  | 2850  | 14,98 | 2/15    | 1▼  |
| SNK–Vyšší princip                  | 2820  | 14,82 | 2/15    | 2▲  |
| Občanská demokratická strana       | 2119  | 11,14 | 2/15    | ▬   |